# أولاد علي بن عيسى (سيدي علي بورقبة)
أولاد علي بن عيسى هي إحدى مشيخات المملكة المغربية، تتبع جغرافيا لإقليم تازة وإداريًا لسيدي علي بورقبة. يقدر عدد سكانها بـ 2867 نسمة حسب الإحصاء الرسمي للسكان والسكنى لسنة 2004.